# Hyalotheles
Hyalotheles es un género de hongos en la familia Elsinoaceae.